# Ариэль (Дисней)
Ариэ́ль (англ. Ariel) — главная героиня полнометражного мультфильма «Русалочка», снятого компанией Уолта Диснея в 1989 году, по мотивам одноимённой сказки Ханса Кристиана Андерсена. Русалочка Ариэль — младшая из семи дочерей морского царя Тритона. Изначально жила в Атлантике со своими друзьями — крабом Себастьяном и рыбкой Флаундером. У Ариэль большие глаза цвета морской волны, длинные вьющиеся красные волосы, зелёный хвост и фиолетовые ракушки-бюстгальтер. Озвучкой Ариэль занимается актриса Джоди Бенсон.
Ариэль — четвёртая официальная принцесса Disney, и третья из них по старшинству (вместе с Авророй и Жасмин) — ей 16 лет.

## Создание персонажа

### Дизайн

Ранние эскизы Ариэль

Персонаж Ариэль был основан на русалочке из сказки Ханса Кристана Андерсена, но сорежиссёр и сценарист Рон Клементс посчитал, что история слишком трагична, и переписал её.
Оригинальный дизайн Ариэль был разработан аниматором Гленом Кином, который заявил, что её внешний вид был основан на его жене. Другими прототипами внешности персонажа были актриса Алисса Милано, которой было в то время 16 лет, и модель Шерри Стоунер, которая исполняла роль Ариэль перед аниматорами, чтобы они могли основывать эскизы на её движениях при анимации. Движения волос Ариэль под водой были основаны на кадрах с первой астронавткой Салли Райд в космосе. Шерри Стоунер тоже поспособствовала анимации волос Ариэль: актриса плавала в специальном резервуаре студии «Walt Disney Imageniring», и аниматоры пытались рисовать движения её волос, находящихся в воде.
Проблема в анимации Ариэль была в том, что героиню было необходимо показать в различных условиях — в море и на суше, поэтому аниматорам пришлось создать 32 цветовые модели. Сине-зелёный цвет хвоста героини был особым оттенком, который был специально создан в лаборатории Диснея и был назван «Ariel» в честь персонажа. Выбор красного как цвета волос вызвал споры между аниматорами и руководителями студии, которые хотели, чтобы у героини были светлые волосы, как у русалки Мэдисон из фильма «Всплеск». Как отметили художники, красные волосы лучше контрастируют с цветом хвоста Ариэль, и красный легче сделать темнее, чем жёлтый, так что, в конце концов, красный цвет остался. Прототипом для Ариэль также стала Шанти из мультфильма «Книга джунглей».

### Озвучивание
На роль Ариэль была выбрана театральная актриса Джоди Бенсон, потому что режиссёр считал, что важно, чтобы один и тот же человек озвучивал героиню и в обычных сценах, и во время музыкальных номеров. Клементс заявил, что в голосе Бенсон есть «сладость и молодость». При записи песни «Part of Your World» Бенсон попросила, чтобы в студии выключили свет, чтобы почувствовать, что находится глубоко под водой.
Сама Джоди говорит, что русалочка Ариэль — её любимый персонаж диснеевских мультфильмов.

### Дубляж
В немецкой версии дубляжа 1990 года фильма 1989 года Ариэль говорила голосом Доретте Хуго, а пела голосом Уте Лемпер.
В русском дубляже оригинального фильма Ариэль была озвучена актрисой Светланой Светиковой.

## Появления

### Русалочка
В первом полнометражном мультфильме прелестная Ариэль проявляет настойчивый интерес, чтобы узнать, что же происходит за пределами подводного мира.
В начале мультфильма Ариэль вместе со своим другом Флаундером изучает затонувшее судно. Там они обнаруживают погнутую вилку и курительную трубку, после чего на них пытается напасть акула. Ариэль с Флаундером спасаются от неё. Затем, выплыв на поверхность океана, они расспрашивают их друга — чайку Скаттла — о том, что представляют собой найденные ими предметы. Случайно Скаттл даёт Ариэль понять, что она в данный момент должна петь в хоре, в честь своего отца Тритона.
Испугавшись, принцесса возвращается домой, чтобы успокоить отца. Найденные на корабле вещи она относит в подводный грот, полный вещей из мира людей. Вскоре она замечает на поверхности большой корабль, на котором находился принц Эрик, в которого она сразу же влюбляется. Когда во время шторма судно терпит крушение, русалочка спасает тонущего Эрика и выносит его на берег.
Ариэль поёт ему песню, пока юноша не приходит в себя. После ссоры с отцом, узнавшем о её тайном месте, Ариэль отдаёт морской ведьме Урсуле свой прелестный голос в обмен на человеческие ноги, чтобы стать человеком. Однако Урсула предупреждает принцессу, что если принц Эрик не влюбится в неё и не поцелует в течение трёх дней, то душа Ариэль будет принадлежать ей (то есть ведьме).
Макс, любимый пёс принца, находит Ариэль на берегу и ведёт Эрика к ней. Принц ведёт девушку к себе во дворец. Друзья безмолвной Ариэль — Себастьян, Флаундер и Скаттл — всячески пытаются помочь и сделать так, чтоб Эрик влюбился в неё. Всё это время за ними следят мурены колдуньи, Флотсам и Джетсам.
Когда принц действительно начинает влюбляться в русалочку, ведьма Урсула превращается в прелестную девушку Ванессу и заставляет юношу под гипнозом влюбиться в неё, чтобы женить его на себе. Но друзья Ариэль спешат ей на помощь и срывают свадьбу. К Ариэль возвращается её дивный голос, и Эрик узнаёт обо всём. Но три дня истекают, и русалочка попадает во власть чародейки.
Отец Ариэль, узнав обо всём, жертвует собой во имя дочери, что только и было нужно ведьме, чтобы властвовать над океаном. Эрик пытается спасти возлюбленную и побеждает ведьму с помощью поднятого бурей с морского дна корабля. Урсула гибнет, её пленники освобождены. Царь Тритон понимает, что его дочь больше хочет быть человеком, нежели русалкой — поэтому он превращает её в человека и отпускает жить на сушу. Как и большинство сказок, мультфильм оканчивается свадьбой Эрика и Ариэль.

### Русалочка (мультсериал)
События мультсериала происходят на год раньше действия полнометражного мультфильма. В сериале Ариэль тоже является основной героиней. В течение мультсериала Ариэль попадает в разнообразные приключения, в том числе усыновляет детёныша косатки, нечаянно раздражает рыбу-колдуна своим смехом, помогает морскому созданию, которого все считают злосчастным и знакомится с глухонемой русалкой Габриэллой, а также сражается с бандой злобного омара, морской ведьмой Урсулой и Злым Скатом.
Принц Эрик также эпизодически появляется в мультсериале, но Ариэль ни разу не удаётся встретиться с ним. Это соответствует тому, что в оригинальном мультфильме она видит Эрика впервые.

### Русалочка 2: Возвращение в море
Через год после свадьбы у Эрика и Ариэль родилась дочь Ме́лоди. В этом сиквеле появляется другой отрицательный персонаж — Морга́на. Это сестра Урсулы, погибшей в первой части мультфильма. Дабы защитить юную Мелоди от дьявольских намерений Морганы, Эрик и Ариэль решают, что они не должны ни слова не говорить дочери ни о том, кто её мать и как она (то есть Мелоди) связана с морем. Для пущего эффекта они приказывают построить большую прочную стену, ограждающую за́мок от моря.
Тем не менее любовь и тяга Мелоди к морю оказывается столь сильными, что она хочет стать русалкой. Таким образом, Мелоди оказывается во владениях Морганы, и та делает её русалкой и поручает ей украсть трезубец царя Тритона. Последний также делает Ариэль снова русалкой, и она отправляется на поиски Мелоди…
В этом мультфильме Ариэль представлена уже более взрослой и серьёзной (с учётом возраста Мелоди, ей 29 лет). Тем не менее, её характер остался прежним. И Ариэль приходится признать, что её дочь Мелоди унаследовала от неё всю её русалочью сущность.

### Русалочка: Начало истории Ариэль
Третья по очерёдности появления и первая по сюжету часть мультфильма о русалочке Ариэль рассказывает о её детстве. Царь Тритон, оставшись вдовцом после пиратского нападения, зачерствел сердцем и отменил музыку по всей стране. Но его самая младшая и свободолюбивая дочь не желает мириться с этим и натыкается однажды на подпольный музыкальный клуб, куда приводит и своих сестёр. Комичность ситуации придаёт и то, что заправляет нелегальным заведением Себастьян — правая рука Тритона. Параллельно ему приходится бороться против интриг гувернантки царевен, Марины де ла Рэй. Этот приквел вышел в прокат 26 августа 2008 года.

## Другие появления

### Мышиный дом
В этом мультфильме Ариэль появляется как гостья в Доме Микки Мауса. Вместе с ней присутствуют и её морские друзья. Здесь она появляется то в виде русалки, то в виде человека — в зависимости от ситуации. Эти трансформации никак не связаны с самим полнометражным мультфильмом о ней и никак не объясняются. Озвучивает — Джоди Бенсон.

### Однажды в сказке
Ариэль также появлялась в третьем сезоне телесериала «Однажды в сказке». Роль русалочки исполнила актриса Джоанна Гарсиа. Здесь её внешность очень схожа с классической, но история немного отличается.

### София Прекрасная
Ариэль появлялась в качестве приглашённой звезды в спецвыпуске «София Прекрасная: Плавучий дворец». Там она была призвана амулетом Авалора, чтобы помочь Софии найти решение двух проблем: спасти свою подругу-русалку, принцессу Уну из Русалочьей бухты, и уберечь семью от шторма, спровоцированного королевой Эммалин. Она исполнила песню «Полны любви», чтобы побудить Софию объединить силы с принцессой Корой и спасти Уну.
В финале «Долг королей», когда София сражалась против Форс внутри своего амулета, Ариэль и остальные принцессы, что были призваны помочь Софии в её трудные времена, появились перед ней в духовной форме. Они побудили её быть сильной и храброй, ибо они верили в неё — это позволило яркому свету добра в сердце Софии засиять и уничтожить Форс.

### Русалочка (Новаторы: разрушители мультипликационных мифов)
Фил, Нана и Нео рассматривали Ариэль, и придумывали ей свои очки. Здесь она появляется только как камео.

## Ариэль в серии видеоигрKingdom Hearts
- «Цепи памяти»

Дело происходит в океане Атлантики. Здесь на помощь Соре спешит Ариэль. Ведьма Урсула похищает друга Ариэль Флаундера, затем она заманивает Ариэль, прося в обмен на Флаундера трезубец её отца — короля Тритона. Ариэль помогает Соре уничтожить злую ведьму.

### Ариэль в игреKingdom Hearts II
Внешность Ариэль аналогична мультипликационной. Заимствовано музыкальное сопровождение: «Swim This Way», «Part of Your World», «Under the Sea», «Ursula’s Revenge» и «A New Day is Dawning».

### Комментарии
1. ↑  Фактически персонаж основан на мифическом существе из европейский средневековой мифологии, морской деве, которая слабо связана с русалками из славянской мифологии. Тем не менее, устоявшимся русскоязычным переводом английского термина Mermaid является именно «русалка».